# Kay Khusraw II
Pour l’article homonyme, voir Kay Khusraw.
Ghiyâth ad-Dunyâ wa ad-Dîn Kay Khusraw ben Kay Qubâdh, II. Gıyaseddin Keyhüsrev ou Kay Khusraw II est un sultan seldjoukide de Roum. Il est le fils de Kay Qubadh Ier et lui succède en 1237. À sa mort en 1246, son fils aîné Kay Kâwus II lui succède.

## Biographie
En 1237, Kay Khusraw II se marie en troisièmes noces avec Gürcü Hatun, la fille de la reine de Géorgie Rousoudan Ire de Géorgie et petite-fille du sultan seldjoukide Toghrul II. Le père de Gürcü Hatun s'était converti au christianisme orthodoxe pour épouser Rousoudan Ire. Elle se convertit à l'Islam et devient Gürcü Hatun (ou Ghurji Khatun). Ce mariage devait assurer la paix entre la Géorgie et les Seldjoukides d'Anatolie.
Kay Qubadh Ier décède fin mai 1237. Kay Khusraw II a eu quatre enfants, trois fils et une fille. Kay Khusraw succède à son père sous le nom de Kay Khusraw II avec l'aide de Sa`d ad-Dîn Köpek. Les frères de Kay Khusraw sont assassinés.

### Le règne
Kay Khusraw hérite d'un sultanat au faîte de sa puissance, mais c'est un caractère faible et dès son règne la décadence va s'amorcer. La décadence est accélérée par l'influence néfaste du vizir Sa`d ad-Dîn Köpek qui a aidé Kay Khusraw à se saisir du trône et qui prend l'ascendant sur le sultan. Il se sert de son influence pour éliminer tous les hommes d'État du sultanat qui se retrouve privé de direction.
En 1236/37, des Mongols aidés par des Géorgiens dévastent les campagnes d'Anatolie et arrivent sous les murs de Sivas et de Malatya.

#### Insurrection de Baba Ishak
En 1240, un chaykh turc nommé Baba Ishak ou Baba Resül se proclame prophète et annonce une nouvelle ère. Il se comporte plus comme un chaman que comme un chaykh musulman. Il utilise le désarroi des populations turques pour rassembler les foules autour de lui. Il appelle le peuple à s'insurger contre l'administration corrompue de Kay-Khusraw. Les rebelles prennent le pouvoir à Maraş, Kahta, Adıyaman et prennent leur autonomie. Les forces seldjoukides sont vaincues à Elbistan et Malatya. De là, ils se dirigent vers Sivas et après avoir pillé la ville ils vont vers Amasya. Avant que les rebelles aient pu rejoindre leur Chaykh, celui-ci est pendu par les Seldjoukides. Les rebelles, qui pensaient que Baba Ishaq ne pouvait pas avoir été tué par un mortel, continuaient à poursuivre les armées seldjoukides, qu'ils battent encore une fois à Konya. Effrayé, Kay Khusraw abandonne Konya et se réfugie à Kubadabad auprès de son vizir Sa`d ad-Dîn Köpek. L'armée d'Erzurum arrive en renfort et les rebelles sont difficilement éliminés dans la plaine de Malya près de Kırşehir.

#### Invasion Mongole
Les événements de l'année 1240 montrent l'affaiblissement du pouvoir seldjoukide. En 1241, les Mongols menés par Baïdju envahissent l'Anatolie, Erzurum est prise. Kay Khusraw réunit une armée de mercenaires mêlant des Byzantins des Arméniens des Francs pour combattre les Mongols.
En 1243, Baïdju revient avec une armée de 30 000 hommes, Kay Khusraw parvient à aligner 80 000 hommes. Le 26 juin 1243, à la bataille de Köse Dağ Kay Khusraw subit une défaite sévère devant les armées Mongoles. Kay Khusraw s'enfuit jusqu'à Antalya. Pendant ce temps les Mongols prennent Sivas puis Kayseri, qu'ils pillent. Lorsque les Mongols repartent vers leurs quartiers d'hiver, ils sont suivis par deux ambassadeurs seldjoukides qui réussissent à convaincre Baïdju de faire la paix en lui remettant de nombreuses places fortes et contre le paiement d'un tribut annuel.
La défaite de Köse Dağ marque le début du déclin pour les seldjoukides de Roum. Les querelles autour de la succession de Kay Khusraw II préparent l'intervention croissante des Mongols dans la conduite du sultanat. Cette période de domination mongole sur les Seldjoukides est connue sous le nom de période ilkhanide.

### La succession
À sa mort en 1246, le sultanat est sous a domination des Mongols Houlagides, Ghiyât ad-Dîn Kay Khusraw laisse trois fils et une fille de trois épouses différentes :
- `Izz ad-Dîn Kay Kâwus né vers 1234/35, il succède à son père en 1246 avec le titre de Kay Kawus II. Il est le fils de la première épouse de son père, une Grecque fille d'un archonte byzantin, Manuel Mavrozomès, qui épouse en secondes noces le vizir Chams ad-Din al-Isfahani (en)[2].
- Rukn ad-Dîn Kılıç Arslân né vers 1236/37. Il est le fils de la deuxième épouse turque de Kay Khusraw. Il prétend à la succession de son père[2].
- `Ala' ad-Dîn Kay Qubâdh est né vers 1239/40. C'est lui que son père a choisi comme successeur, ses aînés ont su l'écarter car trop jeune au moment de la mort de leur père. Il est le fils de la troisième épouse, et favorite, de Kay Khusraw, Thamar qui épouse en secondes noces le vizir Mu`in ad-Dîn Suleyman[2].
- Une fille de la troisième épouse de Kay Khusraw[2].

Ces trois fils sont mineurs à la mort de leur père : entre sept et douze ans. La régence est assurée par le vizir Chams ad-Din al-Isfahani (en). Ce dernier devient très influent en épousant la veuve grecque de Kay Khusraw, mère de Kay Kawus. Chams ad-Din al-Isfahani favorise son beau-fils qui apparaît un moment comme l'unique successeur de son père. En 1248, les Mongols imposent un triumvirat en partageant le sultanat entre les trois frères.

## L'Héritage
En dépit d'un règne agité et la perte du pouvoir réel au cours de son règne, Kay Khusraw a accompli une œuvre importante de construction, particulièrement de caravansérails : cour d'Ağzikara Han,,
Incir Han,
Kirkgöz Han,
Pazar Han à proximité d'un pont construit à la même époque,
Cimcimli Sultan Han,
Çekereksu Han,
Ibipsa Han,
Çiftlik Han,
Kargı Han,
Susuz Han,
Çakallı Han,
Ezinepazar Han et
Şarafsa Han.

### Kay Khusraw II dans la culture populaire
La série télévisée turque Diriliş: Ertuğrul relate de manière romancée la vie d'Ertuğrul, de 2014 à 2019 : il y est interprété par l'acteur Mertcan Tekin.